# Tianzhushan
Tianzhushan (kinesiska: 天柱山) är en köping i östra Kina. Den ligger i Qianshan i Anqing i provinsen Anhui, omkring 150 kilometer sydväst om provinshuvudstaden Hefei. Antalet invånare är 11397. Befolkningen består av 5 489 kvinnor och 5 908 män. Barn under 15 år utgör 14,0 %, vuxna 15-64 år 74 %, och äldre över 65 år 11,0 %.